# Le Mercenaire
Pour les articles homonymes, voir Le Mercenaire (homonymie).

Le Mercenaire (El Mercenario) est une série de bande dessinée espagnole créée en 1981 par Vicente Segrelles (dessin et scénario) et publiée en France dans le journal Circus.

## Historique de la publication
Parue en premier lieu dans le journal espagnol Cimoc no 1 de mars 1981, cette bande dessinée d’heroic fantasy est traitée sur un mode hyperréaliste par un procédé de couleur directe. Elle acquérait ainsi une ambiance étrange et onirique qui faisait son charme et son originalité.

## Synopsis
Dans une grande vallée nichée dans les nuages et restée à l'écart de l'évolution, s'est maintenue une faune de grands reptiles ailés très particulière. Dans ce monde évolue le Mercenaire, revêtu de son armure de fer et chevauchant sa monture ailée, qui se porte au secours des demoiselles en détresse pour les arracher aux griffes de leurs ravisseurs.
À partir de ce postulat simple, l'auteur complexifie son monde de façon progressive : le Mercenaire sans nom découvrira ce qui se cache au-delà de la vallée, sous les nuages, sur d'autres continents, puis sur d'autres mondes, et enfin dans les méandres du Temps.

## Albums
Source : « Bibliography », sur Segrelles.com
1. Le Feu sacré (El pueblo del fuego sagrado) (1982,  (ISBN 2-7234-0287-8))
2. La Formule (La fórmula) (1983,  (ISBN 2-7234-0349-1))
3. Les Épreuves (Las pruebas) (1984,  (ISBN 2-7234-0462-5))
4. Le Sacrifice (El sacrificio) (1988,  (ISBN 2-7234-0957-0))
5. La Forteresse (La fortaleza) (1991,  (ISBN 2-7234-1436-1))
6. Le Rayon mortel (La bola negra) (1994,  (ISBN 2-7234-1780-8))
7. Un rêve inquiétant (El viaje) (1995,  (ISBN 2-7234-1996-7))
8. L’An 1000 (Año 1000) (1996,  (ISBN 2-7234-2263-1))
9. Les Ancêtres disparus (Los ascendientes perdidos) (1997,  (ISBN 2-7234-2399-9))[1]
10. Géants (Gigantes) (1999,  (ISBN 2-7234-2652-1))
11. La Fuite (La huida) (2001,  (ISBN 2-7234-3550-4))
12. La Délivrance (El rescate (I)) (2002,  (ISBN 2-7234-4025-7))
13. La Délivrance (2) (El rescate (II)) (2004,  (ISBN 2-7234-4671-9))

- Hors-série : L’Art fantastique de Segrelles (1987)
- Hors-série : Histoires fantastiques (1992,  (ISBN 2877640892))
- Hors-série : L’Art de Segrelles (1999)

## Publication

### Périodiques
- Cimoc : version originale
- Circus

### Éditeurs
- Norma Editorial : tomes 1 à 5, 7 et 8
- Ediciones B : tomes 1 à 6 (rééditions)
- Vicente Segrelles : tomes 1 à 13
- Glénat : tomes 1 à 13 (première édition des tomes 1 à 13) et hors-série 3
- J’ai Lu : tome 1
- Magic Strip : hors-série 1
- Soleil : hors-série 2